# Pristimantis academicus
Pristimantis academicus là một loài động vật lưỡng cư trong họ Strabomantidae, thuộc bộ Anura. Loài này được Lehr, Moravec, & Gagliardi-Urrutia mô tả khoa học đầu tiên năm 2010.